# Lindon Victor
Lindon Kellon Toussaint, conosciuto come Lindon Victor (Saint George's, 23 febbraio 1993), è un multiplista grenadino.

## Biografia
Fratello minore del decatleta Kurt Felix, ha seguito la sua stessa strada nelle prove multiple, trovandosi spesso a gareggiare fianco a fianco. Ha raccolto successi negli anni del college con la squadra della Texas A&M University e soprattutto con la nazionale di Grenada, con cui ha debuttato nel 2015 tra i seniores con il cognome Victor. Ai XVII Giochi panamericani di Toronto, classificandosi settimo, ha fatto il proprio debutto internazionale, l'anno successivo ha centrato la qualificazione ai Giochi olimpici di Rio de Janeiro 2016, finendo sedicesimo ma portando in trionfo, come portabandiera, i colori della nazionale caraibica nel corso della cerimonia di chiusura delle Olimpiade. Dal 2017 ha preso parte ai Mondiali di atletica leggera e negli anni successivi ha vinto una medaglia d'oro ai XXI Giochi del Commonwealth e un secondo posto ai XVIII Giochi panamericani
Nel 2023 si aggiudica la sua prima medaglia mondiale, classificandosi al terzo posto nel decathlon a Budapest: nell'occasione sigla anche il nuovo record nazionale grenadino nella specialità, toccando quota 8756 punti. Alle Olimpiadi di Parigi dell'anno successivo conquista la medaglia di bronzo.

## Palmarès
| Anno | Manifestazione            | Sede           | Evento                 | Risultato | Prestazione | Note                                     |
| ---- | ------------------------- | -------------- | ---------------------- | --------- | ----------- | ---------------------------------------- |
| 2009 | Giochi CARIFTA U17        | Vieux Fort     | Getto del peso         | Bronzo    | 13,90 m     |                                          |
| 2009 | Giochi CARIFTA U17        | Vieux Fort     | Lancio del disco       | Argento   | 45,27 m     |                                          |
| 2010 | Giochi CARIFTA U20        | George Town    | Eptathlon              | Bronzo    | 4 234 p.    |                                          |
| 2010 | Giochi olimpici giovanili | Singapore      | Lancio del disco       | 13º       | 51,61 m     |                                          |
| 2011 | Giochi CARIFTA U20        | Montego Bay    | Lancio del disco       | 5º        | 48,30 m     |                                          |
| 2011 | Giochi CARIFTA U20        | Montego Bay    | Eptathlon              | Bronzo    | 4 544 p.    |                                          |
| 2012 | Giochi CARIFTA U20        | Hamilton       | Lancio del disco       | 4º        | 49,36 m     |                                          |
| 2012 | Giochi CARIFTA U20        | Hamilton       | Lancio del giavellotto | 7º        | 60,17 m     |                                          |
| 2012 | Giochi CARIFTA U20        | Hamilton       | Eptathlon              | Oro       | 4 572 p.    |                                          |
| 2014 | Campionati OECS           | Basseterre     | 100 m piani            | 8º        | 11"31       |                                          |
| 2014 | Campionati OECS           | Basseterre     | Lancio del giavellotto | Argento   | 67,37 m     |                                          |
| 2014 | Giochi del Commonwealth   | Glasgow        | Decathlon              | 9º        | 7 429 p.    |                                          |
| 2014 | Campionati NACAC under 23 | Kamloops       | Lancio del giavellotto | 6º        | 65,28 m     |                                          |
| 2014 | Campionati NACAC under 23 | Kamloops       | Lancio del disco       | nm        | nm          |                                          |
| 2015 | Giochi panamericani       | Toronto        | Decathlon              | 7º        | 7 453 p.    |                                          |
| 2016 | Campionati OECS           | Tortola        | Salto in lungo         | 10º       | 6,51 m      | [ 8 ]                                    |
| 2016 | Campionati OECS           | Tortola        | Getto del peso         | Bronzo    | 14,73 m     | [ 8 ]                                    |
| 2016 | Campionati OECS           | Tortola        | Lancio del disco       | Argento   | 48,50 m     | [ 8 ]                                    |
| 2016 | Giochi olimpici           | Rio de Janeiro | Decathlon              | 17º       | 7 998 p.    |                                          |
| 2017 | Mondiali                  | Londra         | Decathlon              | dnf       | dnf         |                                          |
| 2018 | Mondiali indoor           | Birmingham     | Eptathlon              | dnf       | dnf         |                                          |
| 2018 | Giochi del Commonwealth   | Gold Coast     | Decathlon              | Oro       | 8 303 p.    |                                          |
| 2019 | Giochi panamericani       | Lima           | Decathlon              | Argento   | 8 240 p.    |                                          |
| 2019 | Mondiali                  | Doha           | Decathlon              | dnf       | dnf         |                                          |
| 2021 | Giochi olimpici           | Tokyo          | Decathlon              | 7º        | 8 414 p.    | Miglior prestazione personale stagionale |
| 2022 | Mondiali indoor           | Belgrado       | Eptathlon              | 8º        | 6 029 p.    | Record nazionale                         |
| 2022 | Mondiali                  | Eugene         | Decathlon              | 5º        | 8 474 p.    | Miglior prestazione personale stagionale |
| 2022 | Giochi del Commonwealth   | Birmingham     | Decathlon              | Oro       | 8 233 p.    |                                          |
| 2023 | Mondiali                  | Budapest       | Decathlon              | Bronzo    | 8 756 p.    | Record nazionale                         |
| 2024 | Giochi olimpici           | Parigi         | Decathlon              | Bronzo    | 8 711 p.    | Miglior prestazione personale stagionale |